# Dipartimento dei trasporti degli Stati Uniti d'America
Il Dipartimento dei Trasporti degli Stati Uniti d'America (DOT) (United States Department of Transportation) è un Dipartimento federale del Governo degli Stati Uniti d'America responsabile delle politiche infrastrutturali.
Il suo scopo principale è quello di garantire un servizio di trasporto funzionale, efficiente, sostenibile e sicuro all'interno del territorio statunitense.
Il ministero venne creato nel 1965; precedentemente era incorporato nel Dipartimento del Commercio.
Il segretario dei Trasporti è a capo del dipartimento è siede nel gabinetto presidenziale. Attualmente in carica nell'amministrazione Trump II è Sean Duffy.

## Struttura
Il dicastero è così strutturato:
- Federal Aviation Administration (FAA)
- Federal Highway Administration (FHWA)
- Federal Motor Carrier Safety Administration (FMCSA)
- Federal Railroad Administration (FRA)
- Federal Transit Administration (FTA)
- Maritime Administration (MARAD)
- National Highway Traffic Safety Administration (NHTSA)
- Office of Climate Change and Environment
- Office of Inspector General
- Office of the Secretary of Transportation (OST)
- Pipeline and Hazardous Materials Safety Administration (PHMSA)
- Research and Innovative Technology Administration (RITA)
- Saint Lawrence Seaway Development Corporation (SLSDC)
- Surface Transportation Board (STB)